# 東漸寺 (塩尻市)
東漸寺（とうぜんじ）は長野県塩尻市にある浄土宗の寺院。山号は仏法山一乗院。関東十八檀林の佛法山東漸寺と開山を同じくする。

## 概要
木曽義仲旧臣の長瀬氏によって至宝山西光寺として創建され、経譽円応が開山となるが、治承・寿永の乱以降は荒廃し、のちに子孫の経譽愚底運公が文明13年（1481年）に中興した。明治12年（1879年）の寺院明細帳には本堂（方7間）、庫裡（間口6間、奥行き10間）、玄関（方2間）とある。
境内の枝垂桜は幹囲4.4メートルで、市内最古の桜とされ、昭和46年（1971年）に塩尻市の天然記念物市のに指定されている。

## 交通アクセス
- JR中央本線塩尻駅から車で約10分。